# Military Bowl

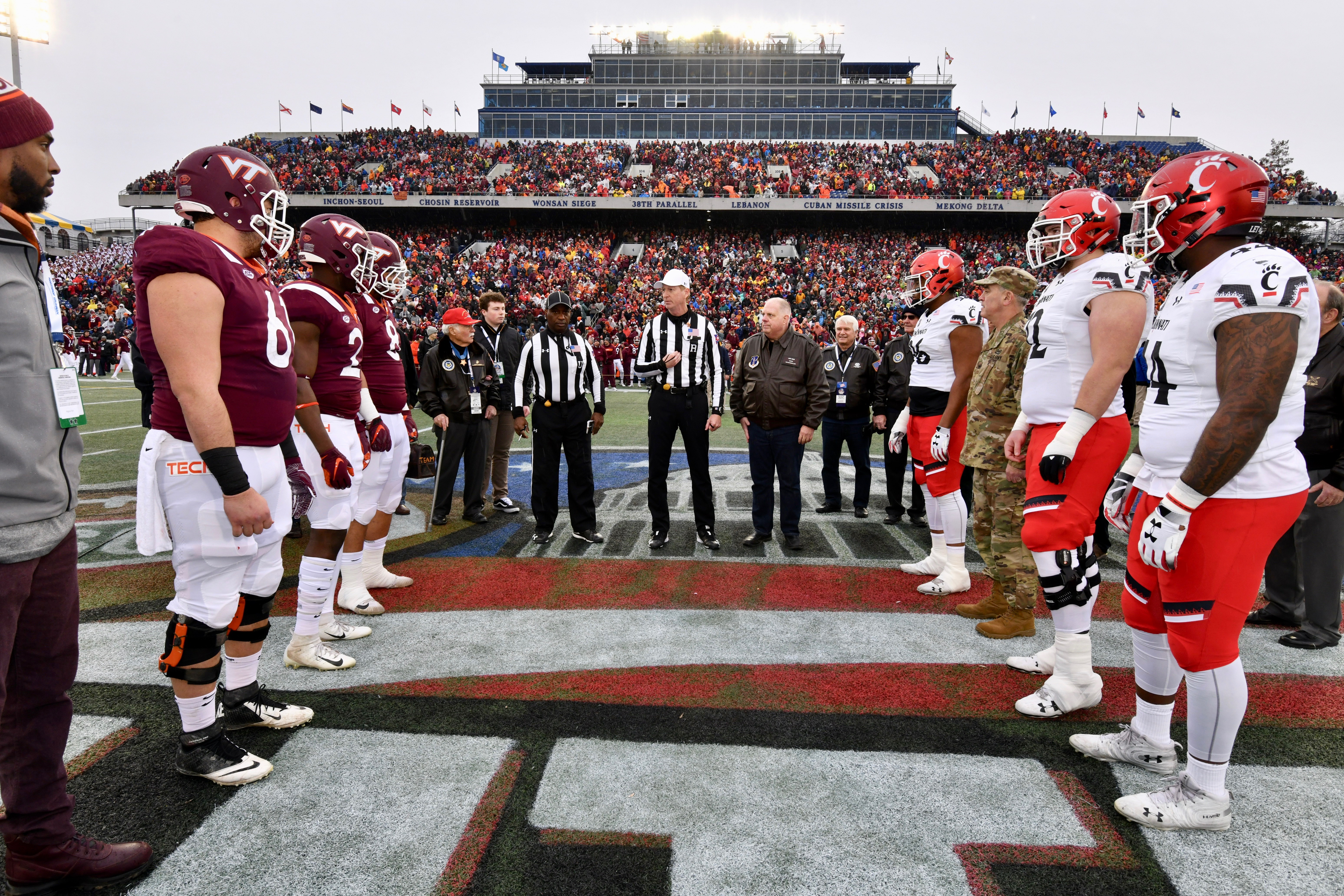
Sorteo de inicio en la edición de 2018.

El Military Bowl es un Bowl de fútbol americano universitario aprobado por la NCAA que se juega anualmente en el área metropolitana de Washington D. C. desde 2008.

## Historia
La idea para el EagleBank Bowl surgió por el Washington, D.C. Bowl Committee, a un grupo creado por Marie Rudolph y Sean Metcalf en diciembre de 2006 con la intención de proponer un bowl en el área de Washington D. C. para ayudar económicamente a la región. La D.C. Sports and Entertainment Commission y la Washington D.C. Convention and Tourism Corporation anunciaron su apoyo a la propuesta en 2007. El bowl fue uno de los dos aprobados por la National Collegiate Athletic Association (NCAA) para la temporada 2008 junto al St. Petersburg Bowl. La NCAA's Postseason Football Licensing Subcommittee hizo la aprobación en abril de 2008. el partido inaugural estaba pactado para iniciar a las 11 AM EST el 20 de diciembre de 2008 como el primer partido de la postemporada 2008/09.
En sus etapas de planeración, el partido fue llamado Congressional Bowl, pero se jugó por primera vez en 2008 como el EagleBank Bowl apoyado por la institución financiera del área de Washington EagleBank. El bowl pasa a llamarse Military Bowl cuando Northrop Grumman patrocinó el partido entre 2010 y 2019. En 2020, el patrocinador pasó a ser Perspecta Inc. y oficialmente es conocido como Military Bowl presented by Perspecta. A inicios de 2021, el juego pasa a ser patrocinado por Peraton y pasó a ser el Military Bowl presented by Peraton.
El partido se jugaba en el Robert F. Kennedy Memorial Stadium en Washington D. C. antes de ser trasladado al Navy–Marine Corps Memorial Stadium en Annapolis, Maryland en 2013. De 2014 a 2019 el bowl enfrentó a equipos de la American Athletic Conference y la Atlantic Coast Conference.
En diciembre de 2020, varios bowls fueron cancelados por no tener equipos suficientes para ser elegibles. El Military Bowl — que iba a enfrentar a un equipo de la American Athletic Conference y de la Atlantic Coast Conference — no tenía asegurados a sus participantes, y el 21 de diciembre de 2020 los organizedores anunciaron su cancelación.

## Resultados
| N.º | Año  | Nombre                                     | Campeón                                    | Finalista                                  | Resultado                                  | Asistencia |
| --- | ---- | ------------------------------------------ | ------------------------------------------ | ------------------------------------------ | ------------------------------------------ | ---------- |
| 1   | 2008 | EagleBank Bowl                             | Wake Forest                                | Navy                                       | 29-19                                      | 28 777     |
| 2   | 2009 | EagleBank Bowl                             | UCLA                                       | Temple                                     | 30-21                                      | 23 072     |
| 3   | 2010 | Military Bowl                              | Maryland                                   | East Carolina                              | 51-20                                      | 38 062     |
| 4   | 2011 | Military Bowl                              | Toledo                                     | Air Force                                  | 42-41                                      | 25 042     |
| 5   | 2012 | Military Bowl                              | #24 San Jose State                         | Bowling Green                              | 29-20                                      | 17 835     |
| 6   | 2013 | Military Bowl                              | Marshall                                   | Maryland                                   | 31-20                                      | 30 163     |
| 7   | 2014 | Military Bowl                              | Virginia Tech                              | Cincinnati                                 | 33-17                                      | 34 277     |
| 8   | 2015 | Military Bowl                              | #21 Navy                                   | Pittsburgh                                 | 44-28                                      | 36 352     |
| 9   | 2016 | Military Bowl                              | Wake Forest                                | #23 Temple                                 | 34-26                                      | 26 656     |
| 10  | 2017 | Military Bowl                              | Navy                                       | Virginia                                   | 49-7                                       | 35 921     |
| 11  | 2018 | Military Bowl                              | Cincinnati                                 | Virginia Tech                              | 35-31                                      | 32 832     |
| 12  | 2019 | Military Bowl                              | North Carolina                             | Temple                                     | 55-13                                      | 24 242     |
|     | 2020 | Cancelado por falta de equipos disponibles | Cancelado por falta de equipos disponibles | Cancelado por falta de equipos disponibles | Cancelado por falta de equipos disponibles | —          |
|     | 2021 | Military Bowl                              | East Carolina vs. Boston College           | East Carolina vs. Boston College           | East Carolina vs. Boston College           | Cancelado  |

- Fuente:[11]

Las primeras cinco ediciones se jugaron en el Robert F. Kennedy Memorial Stadium en Washington D. C..
Los siguientes partidos se jugaron en el Navy–Marine Corps Memorial Stadium en Annapolis, Maryland.

## Participaciones

### Por Equipo
| # | Equipos       | Apariciones | Record |
| - | ------------- | ----------- | ------ |
| 1 | Navy          | 3           | 2–1    |
| 1 | Temple        | 3           | 0–3    |
| 3 | Wake Forest   | 2           | 2–0    |
| 3 | Cincinnati    | 2           | 1–1    |
| 3 | Maryland      | 2           | 1–1    |
| 3 | Virginia Tech | 2           | 1–1    |

Equipos con una sola aparición
- Ganaron (5): Marshall, North Carolina, San Jose State, Toledo, UCLA
- Perdidos (5): Air Force, Bowling Green, East Carolina, Pittsburgh, Virginia

### Por Conferencia
| Conferencia    | J | G | P | Ganados                      | Perdidos               |
| -------------- | - | - | - | ---------------------------- | ---------------------- |
| ACC            | 9 | 5 | 4 | 2008, 2010, 2014, 2016, 2019 | 2013, 2015, 2017, 2018 |
| The American   | 6 | 3 | 3 | 2015, 2017, 2018             | 2014, 2016, 2019       |
| MAC            | 3 | 1 | 2 | 2011                         | 2009, 2012             |
| C-USA          | 2 | 1 | 1 | 2013                         | 2010                   |
| Pac-10         | 1 | 1 | 0 | 2009                         |                        |
| WAC            | 1 | 1 | 0 | 2012                         |                        |
| Independientes | 1 | 0 | 1 |                              | 2008                   |
| Mountain West  | 1 | 0 | 1 |                              | 2011                   |

- La WAC ya no existe en la FBS football.
- Equipos independientes: Navy (2008)

## Jugados Más Valioso

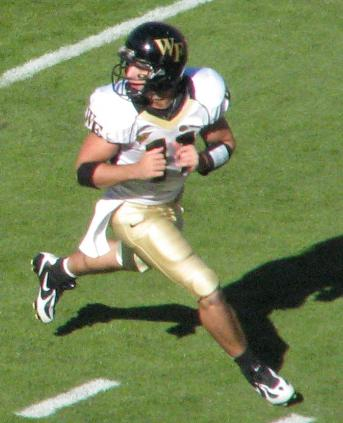
El MVP de 2018 Riley Skinner.

| Año  | MVP             | Equipo         | Posición |
| ---- | --------------- | -------------- | -------- |
| 2008 | Riley Skinner   | Wake Forest    | QB       |
| 2009 | Akeem Ayers     | UCLA           | LB       |
| 2010 | Da'Rel Scott    | Maryland       | RB       |
| 2011 | Bernard Reedy   | Toledo         | WR       |
| 2012 | David Fales     | San Jose State | QB       |
| 2013 | Rakeem Cato     | Marshall       | QB       |
| 2014 | J. C. Coleman   | Virginia Tech  | RB       |
| 2015 | Keenan Reynolds | Navy           | QB       |
| 2016 | Thomas Brown    | Wake Forest    | LB       |
| 2017 | Zach Abey       | Navy           | QB       |
| 2018 | Mike Warren     | Cincinnati     | RB       |
| 2019 | Sam Howell      | North Carolina | QB       |

- Fuente:[12]: 12

## Récords
| Equipo                             | Récord, Equipo vs. Rival                                                                   | Año       |
| ---------------------------------- | ------------------------------------------------------------------------------------------ | --------- |
| Más Puntos Anotados                | 55, North Carolina vs. Temple                                                              | 2019      |
| Más Puntos Anotados (perdedor)     | 41, Air Force vs. Toledo                                                                   | 2011      |
| Más Puntos en Conjunto             | 83, Toledo vs. Air Force                                                                   | 2011      |
| Menos Puntos Permitidos            | 7, Navy vs. Virginia                                                                       | 2017      |
| Mayor victoria                     | 42, compartido con: Navy vs. Virginia North Carolina vs. Temple                            | 2017 2019 |
| Yardas Totales                     | 590, Navy vs. Pittsburgh                                                                   | 2015      |
| Yardas Terrestres                  | 452, Navy vs. Virginia                                                                     | 2017      |
| Yardas Aéreas                      | 396, Temple vs. Wake Forest                                                                | 2016      |
| First downs                        | 33, North Carolina vs. Temple                                                              | 2019      |
| Menos Yardas Permitidas            | 175, Navy vs. Virginia                                                                     | 2017      |
| Menos Yardas Terrestres Permitidas | –20, Wake Forest vs. Temple                                                                | 2016      |
| Menos Yardas Aéreas Permitidas     | 0, Virginia vs. Navy                                                                       | 2017      |
| Individual                         | Récord, Nombre, Equipo vs. Rival                                                           | Año       |
| Touchdowns Totales                 | 5, Zach Abey, Navy vs. Virginia                                                            | 2017      |
| Yardas Terrestres                  | 200, Da'Rel Scott, Maryland vs. East Carolina                                              | 2010      |
| Touchdowns Terrestres              | 5, Zach Abey, Navy vs. Virginia                                                            | 2017      |
| Yardas por Pase                    | 396, Phillip Walker, Temple vs. Wake Forest                                                | 2016      |
| Pases de Touchdown                 | 3, compartido con: Terrance Owens, Toledo vs. Air Force Rakeem Cato, Marshall vs. Maryland | 2011 2013 |
| Yardas por Recepción               | 154, Adonis Jennings, Temple vs. Wake Forest                                               | 2016      |
| Recepciones de Touchdown           | 3, Bernard Reedy, Toledo vs. Air Force                                                     | 2011      |
| Tackleadas                         | 19, Matt Galambos, Pittsburgh vs. Navy                                                     | 2015      |
| Capturas                           | 2, Josh Banks, Wake Forest vs. Temple                                                      | 2016      |
| Intercepciones                     | 2, Brendon Clements, Navy vs. Pittsburgh                                                   | 2015      |
| Jugadas Largas                     | Récord, Nombre, Equipo                                                                     | Año       |
| Touchdown Terrestre                | 91, Da'Rel Scott, Maryland vs. East Carolina                                               | 2010      |
| Pase de Touchdown                  | 58, Phillip Walker a Adonis Jennings, Temple vs. Wake Forest                               | 2016      |
| Regreso de Kickoff                 | 100, Quadree Henderson, Pittsburgh vs. Navy                                                | 2015      |
| Regreso de Despeje                 | 47, Terrence Austin, UCLA vs. Temple                                                       | 2009      |
| Regreso de Intercepción            | 37, Jermaine Robinson, Toledo vs. Air Force                                                | 2011      |
| Despeje                            | 59, Austin Lopez, San Jose State vs. Bowling Green                                         | 2012      |
| Gol de Campo                       | 49, Joey Slye, Virginia Tech vs. Cincinnati                                                | 2014      |

- Fuente:[12]: 24–29